# Bāzīār Kolā
Bāzīār Kolā (persiska: بازيار كلا) är en ort i Iran.   Den ligger i provinsen Mazandaran, i den norra delen av landet, 100 km norr om huvudstaden Teheran. Bāzīār Kolā ligger 27 meter över havet och antalet invånare är 564.
Terrängen runt Bāzīār Kolā är varierad. Runt Bāzīār Kolā är det ganska glesbefolkat, med 39 invånare per kvadratkilometer. Närmaste större samhälle är Nūr, 9,0 km öster om Bāzīār Kolā. I omgivningarna runt Bāzīār Kolā växer i huvudsak blandskog.